# Bruno Hortelano
Bruno Hortelano Roig (ur. 18 września 1991 w Wollongong) – hiszpański lekkoatleta, specjalizujący się w biegach sprinterskich.
Bez powodzenia startował na juniorskich mistrzostwach świata i Europy. Piąty zawodnik biegu na 200 metrów podczas młodzieżowych mistrzostw Europy w Tampere (2013).
W 2012 bez awansu do finału uczestniczył na seniorskich mistrzostwach Europy w Helsinkach. Rok później na półfinale zakończył udział na światowym czempionacie w Moskwie. Uczestnik halowego czempionatu globu w Portland, srebrny medalista mistrzostw ibero-amerykańskich, mistrz Europy z Amsterdamu oraz półfinalista igrzysk olimpijskich w Rio de Janeiro (2016).
Złoty medalista mistrzostw Hiszpanii oraz reprezentant kraju na drużynowych mistrzostwach Europy.

## Osiągnięcia
| Rok  | Impreza                                 | Miejsce        | Konkurencja             | Pozycja    | Wynik         |
| ---- | --------------------------------------- | -------------- | ----------------------- | ---------- | ------------- |
| 2010 | Mistrzostwa świata juniorów             | Moncton        | bieg na 200 metrów      | półfinał   | 21,51 (elim.) |
| 2011 | Mistrzostwa Europy juniorów             | Ostrawa        | bieg na 100 metrów      | eliminacje | 10,74         |
| 2012 | Mistrzostwa Europy                      | Helsinki       | bieg na 200 metrów      | półfinał   | 21,35         |
| 2012 | Mistrzostwa Europy                      | Helsinki       | sztafeta 4 × 100 metrów | eliminacje | 39,81         |
| 2013 | Superliga drużynowych mistrzostw Europy | Gateshead      | sztafeta 4 × 100 metrów | eliminacje | 39,28         |
| 2013 | Superliga drużynowych mistrzostw Europy | Gateshead      | sztafeta 4 × 400 metrów | eliminacje | 3:07,54       |
| 2013 | Młodzieżowe mistrzostwa Europy          | Tampere        | bieg na 200 metrów      | 5. miejsce | 20,70         |
| 2013 | Młodzieżowe mistrzostwa Europy          | Tampere        | sztafeta 4 × 100 metrów | 3. miejsce | 38,87         |
| 2013 | Mistrzostwa Europy juniorów             | Rieti          | sztafeta 4 × 100 metrów | 7. miejsce | 40,89         |
| 2013 | Mistrzostwa świata                      | Moskwa         | bieg na 200 metrów      | półfinał   | 20,55         |
| 2013 | Mistrzostwa świata                      | Moskwa         | sztafeta 4 × 100 metrów | eliminacje | 38,46         |
| 2015 | Superliga drużynowych mistrzostw Europy | Czeboksary     | bieg na 200 metrów      | 3. miejsce | 20,88         |
| 2015 | Superliga drużynowych mistrzostw Europy | Czeboksary     | sztafeta 4 × 100 metrów | eliminacje | 39,40         |
| 2016 | Halowe mistrzostwa świata               | Portland       | bieg na 60 metrów       | półfinał   | 6,63          |
| 2016 | Mistrzostwa ibero-amerykańskie          | Rio de Janeiro | bieg na 200 metrów      | 2. miejsce | 20,48         |
| 2016 | Mistrzostwa ibero-amerykańskie          | Rio de Janeiro | sztafeta 4 × 100 metrów | 4. miejsce | 39,28         |
| 2016 | Mistrzostwa ibero-amerykańskie          | Rio de Janeiro | sztafeta 4 × 100 metrów | 4. miejsce | 39,28         |
| 2016 | Mistrzostwa Europy                      | Amsterdam      | bieg na 100 metrów      | 4. miejsce | 10,12         |
| 2016 | Mistrzostwa Europy                      | Amsterdam      | bieg na 200 metrów      | 1. miejsce | 20,45         |
| 2016 | Igrzyska olimpijskie                    | Rio de Janeiro | bieg na 200 metrów      | półfinał   | 20,16         |
| 2018 | Mistrzostwa Europy                      | Berlin         | bieg na 200 metrów      | 4. miejsce | 20,05         |
| 2018 | Mistrzostwa Europy                      | Berlin         | sztafeta 4 × 400 metrów | 3. miejsce | 3:00,78       |
| 2022 | Halowe mistrzostwa świata               | Belgrad        | sztafeta 4 × 400 metrów | 2. miejsce | 3:06,82       |
| 2022 | Halowe mistrzostwa świata               | Belgrad        | bieg na 400 m           | półfinał   | 46,76         |

## Rekordy życiowe
- bieg na 60 metrów (hala) – 6,63 (2016)
- bieg na 100 metrów (stadion) – 10,06 (2016) rekord Hiszpanii
- bieg na 200 metrów (stadion) – 20,04 (2018) rekord Hiszpanii
- bieg na 200 metrów (hala) – 20,75 (2014) rekord Hiszpanii
- bieg na 400 metrów (stadion) – 44,69 (2018) rekord Hiszpanii
- bieg na 400 metrów (hala) – 46,02 (2022)